# Сокол (скафандр)
«Со́кол» — радянський космічний скафандр, котрий надівають всі космонавти на борту корабля «Союз» під час його злету і посадки, а також стикування і розстикування.
Використовується з 1973 року. Виробник — НПП «Звезда».
Цей скафандр — захисний, оскільки слугує тільки для врятування космонавтів у випадку розгерметизації космічного корабля. В цьому він схожий на американський скафандр ACES, котрий носили астронавти при старті і посадці «Шаттла».
Скафандр «Сокол» не використовується для виходу в відкритий космос.

## Модифікації
Розроблялися, але не застосовувалися "Сокіл-КМ" (з поперечною гермозастібкою), "Сокіл-КВ" (де друга літера означала наявність в костюму водяного охолодження, як в "Орлан-М"), і "Сокіл-М" (з косою гермозастібкою).

### Сокіл-КМ
Розробка почалася в 1973 році, відразу після впровадження "Сокіл-К". Це були проміжні моделі, на яких розроблялися багато функцій, які пізніше увійшли до "Сокіл-КВ2".
Головним поліпшенням була заміна гумового герметичного шару на прогумований полікапролактам, що дозволило зменшити вагу. Візор був модифікований і збільшений для кращого огляду. Шнурівка на зовнішньому шарі була замінена блискавками для швидшого надягання. Клапан скидання тиску був переміщений з лівого боку живота до центру грудей, що дозволяло регулювати тиск будь-якою рукою. Рукави та рукавиці були вдосконалені для кращої мобільності та зручності управління елементами корабля.
Ніколи не використовувалася в космосі, але розробки стали основою для "Сокіл-КВ2".

### Сокіл-КВ
Схожий на "Сокіл-КМ", але мав дещо іншу систему входу. Для надягання "Сокіл-КМ" та "КВ" розділялися на верхню та нижню половини, що з'єднувалися блискавками. Однак ця особливість була відкинута в "Сокіл-КВ2", і "апендикс" був збережений як засіб надягання, оскільки вважався більш надійним, ніж герметичні блискавки, доступні в той час.
Система охолодження: На відміну від "Сокіл-К", ці моделі включали підкостюм з рідинним охолодженням, що значно покращувало терморегуляцію космонавта, ефективно відводячи тепло тіла. Однак, пізніше ця система була виключена з "Сокіл-КВ2" на користь більш простої повітряної вентиляції.
Ніколи не використовувалася в космосі, але розробки також стали основою для "Сокіл-КВ2".

### Сокіл-КР
Версія, розроблена для використання з космічним кораблем ТКС, який мав бути частиною програми "Алмаз".
Його головна відмінність полягала в тому, що він був розроблений для роботи з регенеративною системою життєзабезпечення.
Цей скафандр також ніколи не використовувався в польоті, оскільки ТКС так і не літав з екіпажем. Однак використовувався для наземних випробувань та тренувань.

### Сокол-КВ2
«Сокол-КВ2» — діюча модифікація аварійно-рятувальних скафандрів для екіпажу корабля «Союз». Вперше був використаний 5 червня 1980 року в місії «Союз Т-2».
Розроблявся з 1973 по 1979 рік, використовується з 1980 року по сьогодні.
Є основною робочою версією скафандра "Сокіл", що використовується донині.
Особливості скафандру
- Герметичний шар: Виготовлений з прогумованого полікапролактаму, що забезпечує меншу вагу порівняно з гумовим шаром "Сокіл-К".
- Вхід у скафандр: Зберігає систему "апендикса" (V-подібна подвійна блискавка на грудях, під якою знаходиться герметичний отвір, що згортається і закріплюється гумками) для входу, що вважається більш надійним, ніж блискавки для герметизації.
- Шолом і візор: Розміри шолома та візора були збільшені для кращого огляду. Візор кріпиться на шарнірах біля вух і герметизується з фланцем на ключиці.
- Регулятор тиску: Переміщений до центру грудей, під шоломом, інтегрований з вхідним клапаном, що робить його зручнішим для регулювання тиску в скафандрі.
- Рукавиці: Покращені для підвищення рухливості та міцності, забезпечуючи краще маніпулювання з елементами управління космічного корабля.
- Тиск: Підтримує два режими тиску: 400 гПа (0,4 кгс/см²) як основний і 270 гПа (0,27 кгс/см²) як резервний.
- Вентиляція: Забезпечується бортовою системою корабля. При розгерметизації подається чистий кисень.
- Маса: Близько 10-10.5 кг.
- Матеріали: Білий нейлоновий брезент з синьою обробкою, прогумована тканина (полікапролактам) для внутрішнього шару, полікарбонатний візор, анодований алюміній для сполучних елементів.
- Додаткові особливості: Регульовані троси в області верхньої частини рук для підвищення рухливості, ремені для фіксації, манометр на лівому рукаві, дзеркало на правому зап'ясті, чотири кишені.

### Сокол-М
«Сокол-М» — багаторазовий скафандр для екіпажу корабля «Федерація», який можна буде використовувати мінімум 10 разів. У скафандрі «Сокол-М» буде використовуватися герметична блискавка, тому надіти його можна буде в два рази швидше, ніж скафандр існуючої модифікації (приблизно за дві з половиною хвилини замість колишніх п'яти). Крім того, у нового скафандра буде можливість регулювання під різні параметри тіла космонавта, на відміну від поточної модифікації — «Сокол-КВ2» — які шиються індивідуально під кожного космонавта. Скафандр буде виготовлятися із застосуванням іноземних комплектуючих (поліуретанові плівки, гермоблискавки), інакше він не вийде багаторазовим. Скафандр можливо розробити повністю з російських комплектуючих, проте в цьому випадку він буде розрахований не на 10, а на один-два польоти (гума російського виробництва швидко старіє і стирається, гермоблискавки не виробляються зовсім), і не буде мати можливість регулювання для різних по зросту космонавтів. Скафандр був вперше представлений публіці на авіасалоні МАКС-2019.
27 березня 2019 року головний конструктор НВП «Звезда» Сергій Поздняков повідомив ЗМІ, що прототип аварійно-рятувальний скафандра нового покоління був виготовлений одношаровим і складається з армованої плівки, однак він вийшов не надто вдалим. У зв'язку з цим конструктори вирішили повернутися до використовуваної зараз схемою з двох оболонок скафандра — герметичної і силової.
Станом на серпень 2019 року починається конструкторсько-доводочні випробування скафандра. Виготовлено один зразок цього скафандра, на ньому були відпрацьовані технологія поєднання поліурітанової оболонки з силовою і м'які шарніри.
9 жовтня 2019 року генеральний директор НВП «Звезда» Сергій Поздняков повідомив ЗМІ, що підприємство відклало старт конструкторсько-доводочних випробувань «Сокол-М», оскільки розробники після ряду примірок прийшли до рішення спростити вхід в скафандр і зробити його спереду більш традиційним: тепер блискавка в скафандрі розташована не навколо пояса, а йде по діагоналі від плеча в пах. Крім того, вже створено макет доопрацьованої версії, в даний час створюється оболонка, яку можна буде надувати.
Очікувані події
- 2020 рік — автономні випробування скафандра.
- 2020—2021 рр. — комплексні випробування скафандра (наземні з кораблем «Федерація»).

## Галерея

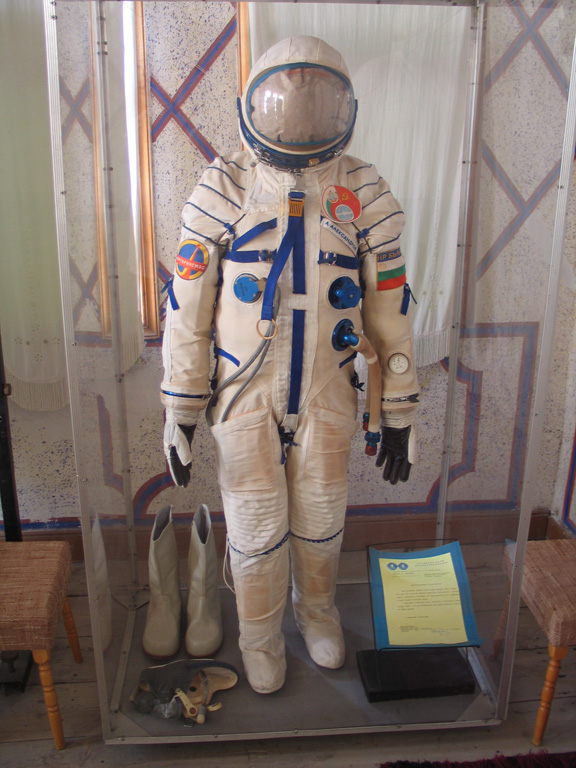
Скафандр «Сокол», експлуатувався із 1973 року («Союз-12») по 1981 рік («Союз-40»)
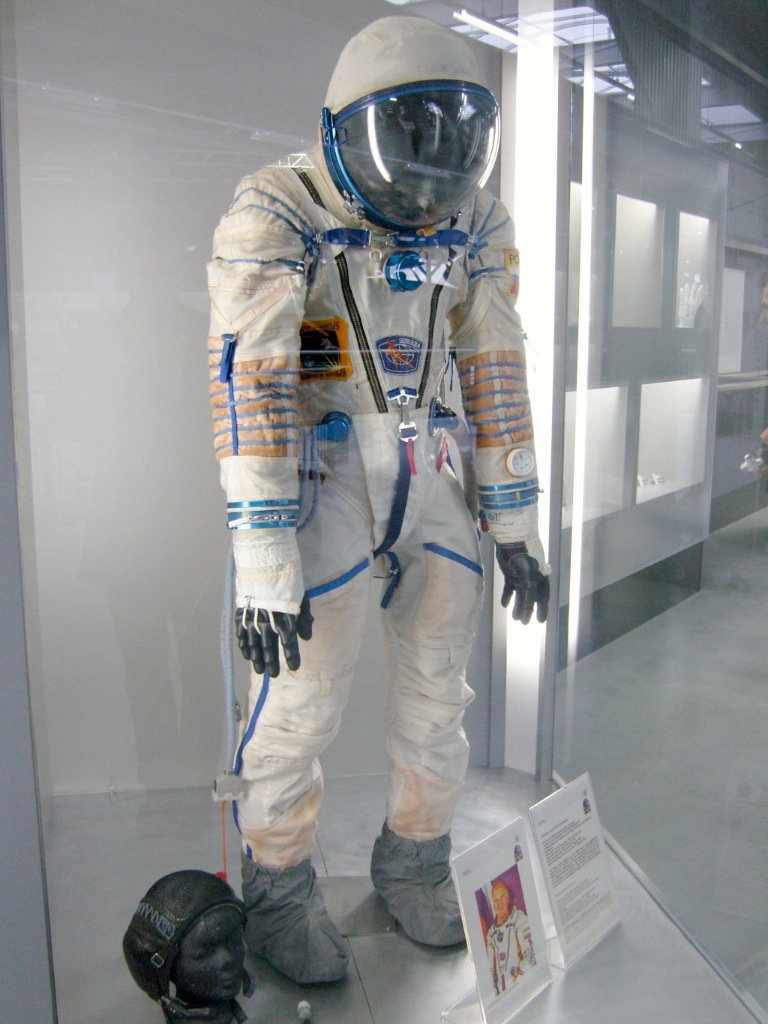
Скафандр «Сокол-2», експлуатувався із 1980 року, починаючи з польоту космічного корабля «Союз Т-2»